# Peor
Peor is een berg die genoemd wordt in het verhaal van Balak en Bileam in het Bijbelboek Numeri. De berg Peor is de derde top waar Bileam naar toegevoerd wordt door Balak en waar hij voor de derde keer zijn zegen uitspreekt over de Israëlieten in plaats van ze te vervloeken.
De berg zou ook, zoals de Pisga, een van de toppen zijn van de Abarim-keten die in het zuidoosten van de Dode Zee begint, in de buurt van Jericho, en doorloopt tot in de Arabische woestijn. Het noordelijk deel van deze keten, waarin ook de Nebo is gelegen, wordt Phasga of Pisga genoemd en de berg Peor zou ook in deze regio gesitueerd zijn.